# سنگ قبر

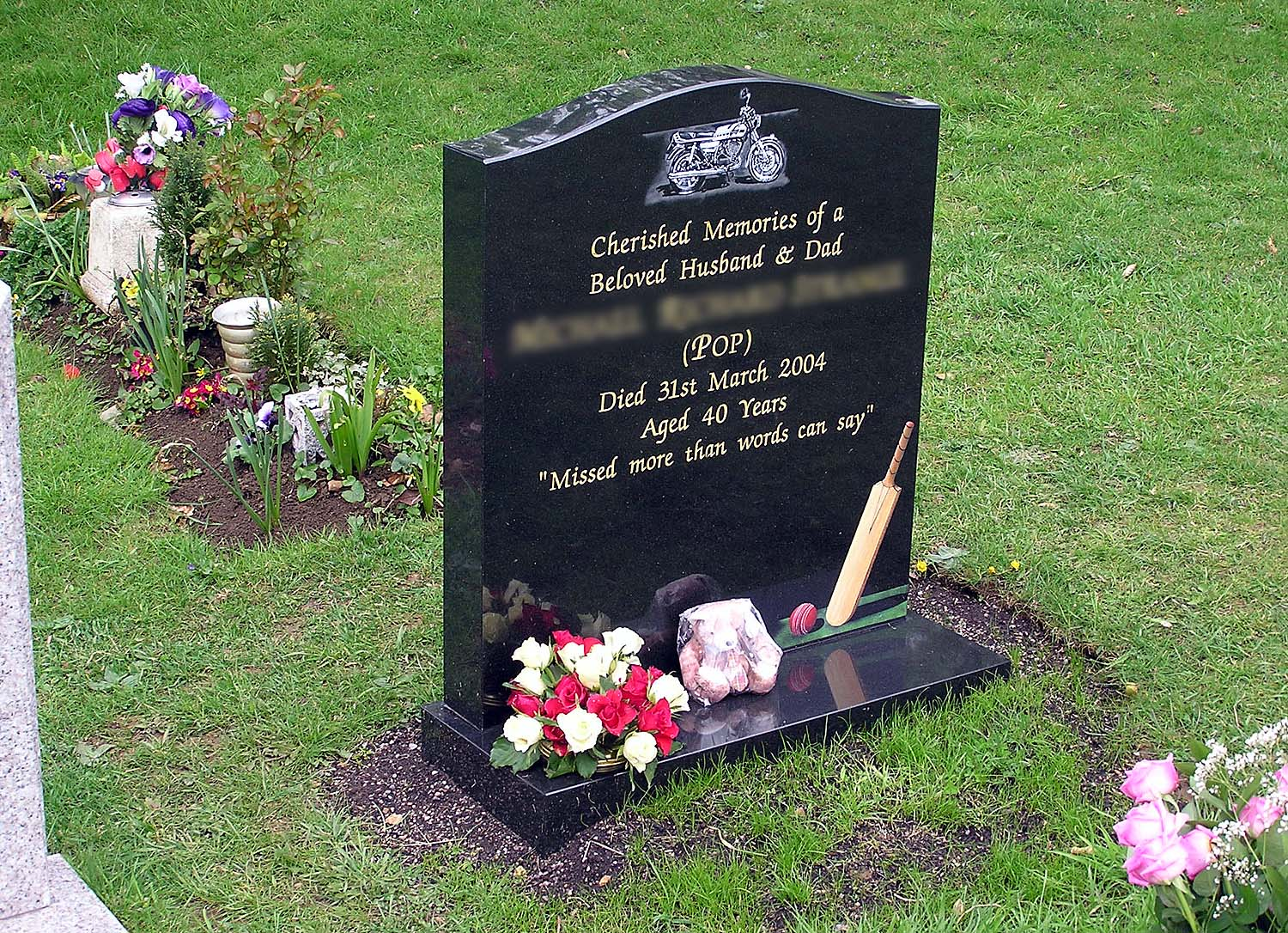
سنگ گور به فرم ایستاده بالای گور (گونه فرنگی)

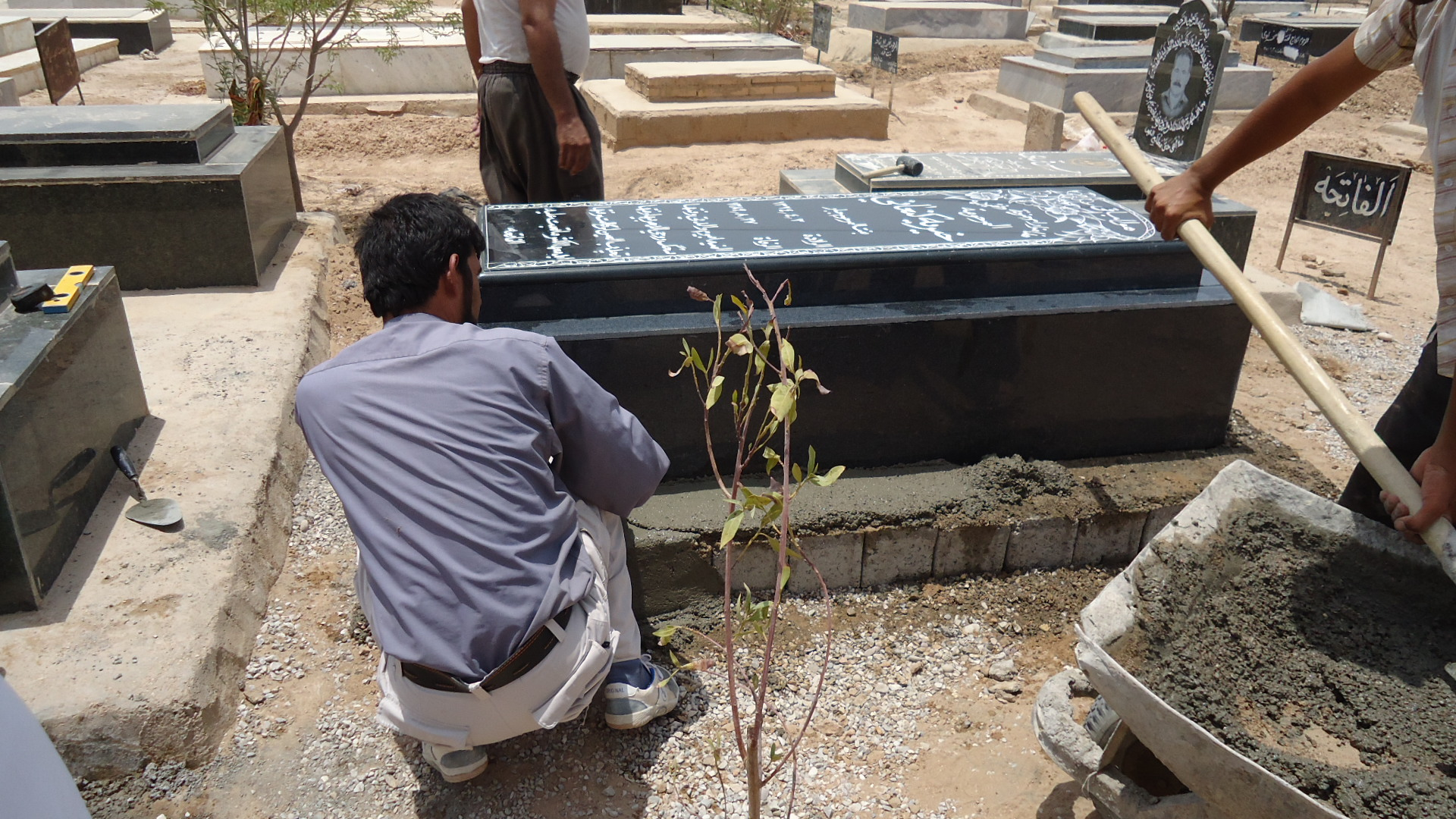
کارگران هنگام نصب یک سنگ گور

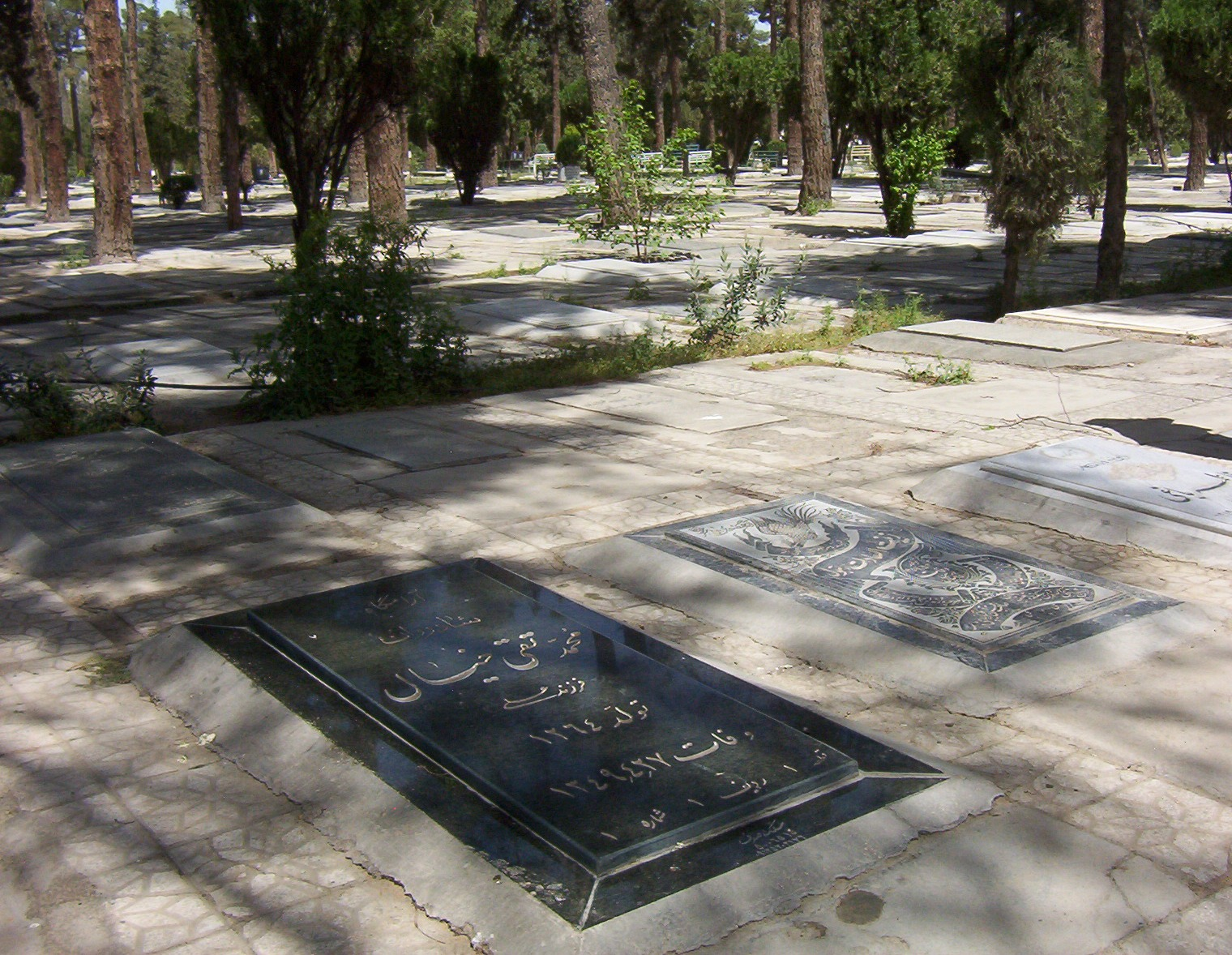
سنگ گور به فرم خوابیده بر روی گور (گونه ایرانی)

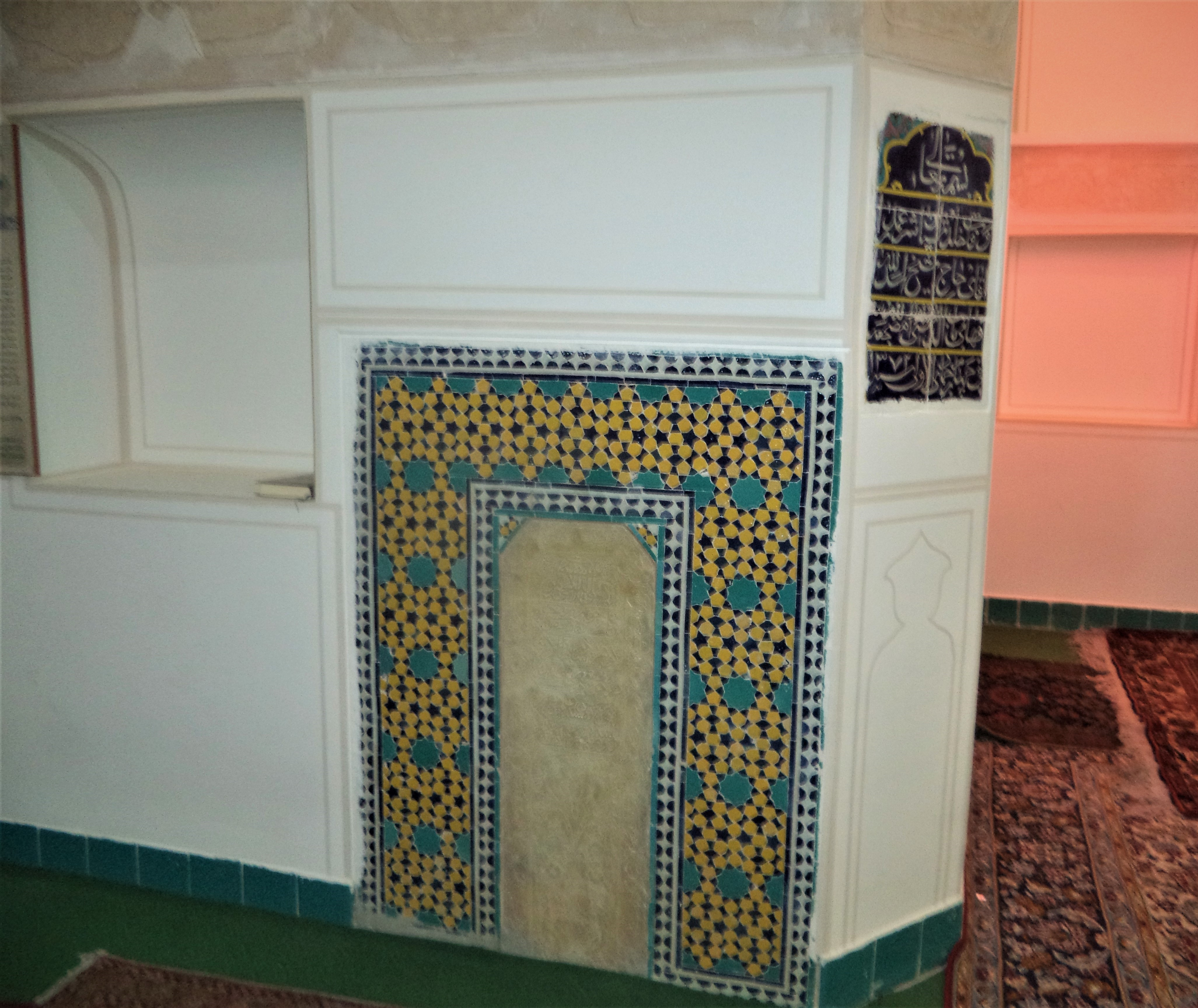
سنگ گور گوهر بیگم سلطان، فوت ۱۲۲۱ ه‍.ش (۱۲۵۸ ه‍.ق)، که به فرم ایستاده بر روی دیوار نصب شده و بالای گور قرار دارد

سَنگِ قَبر یا سنگ گور، سنگی است که آن را برای یادبود کسانی که درگذشته‌اند؛ بر روی یا بالای گور می‌گذارند.
در ایران سنگ گور را به فرم خوابیده بر روی گور می‌گذارند اما در کشورهای فرنگی و همچنین ایران در گذشته‌ای نزدیک، سنگ گور به فرم ایستاده بالای گور جای دارد.
در گذشته معمولاً از سنگی کوچک و بدون کنده کاری بر بالای قبر برای مشخص ساختن تنها محل دفن استفاده می‌شد. اما به مرور بر روی سنگ قبر نام و نام خانوادگی فرد فوت شده نیز حک می‌گردید. در حال حاضر بر روی سنگ قبر اطلاعات، نوشته و عکس‌های مختلفی حک می‌شود. این امر باعث شده تا به مرور ابعاد سنگ قبر بزرگتر شود.

## اطلاعات نوشته شده بر روی سنگ گور
سنگ گور معمولاً دارای اطلاعات زیر است:
1. نام و نام خانوادگی
2. تاریخ زادروز
3. تاریخ درگذشت
4. نام پدر
5. نام همسر(برای فرد مونث)
6. سروده یا گفتاری پرمعنا دربارهٔ فرد درگذشته
7. نماد و نشانه‌های تصویری بر مبنای مواردی چون: آیین، ملیت، شغل، علاقه‌مندی، اماکن متبرکه و تصاویر مناظر، عکس متوفی.
8. آیه‌ای از قرآن در سنگ قبرهای اسلامی

## جنس انواع سنگ قبر اسلامی در ایران
1. انواع سنگ مرمر در رنگهای سفید، سبز، خاکستری و قرمز
2. انواع سنگ گرانیک ایرانی و برزیلی و سنگ شبق

## سنگ قبرهای مدرن
این سنگ قبرها به وسیله یک بارکد هوشمند می گردند و اشخاص می‌توانند با اسکن نمودن بارکد به اطلاعاتی مانند عکس، فیلم، زندگی نامه و شجره نامه شخص متوفی را مشاهده نمایند.

## نگارخانه

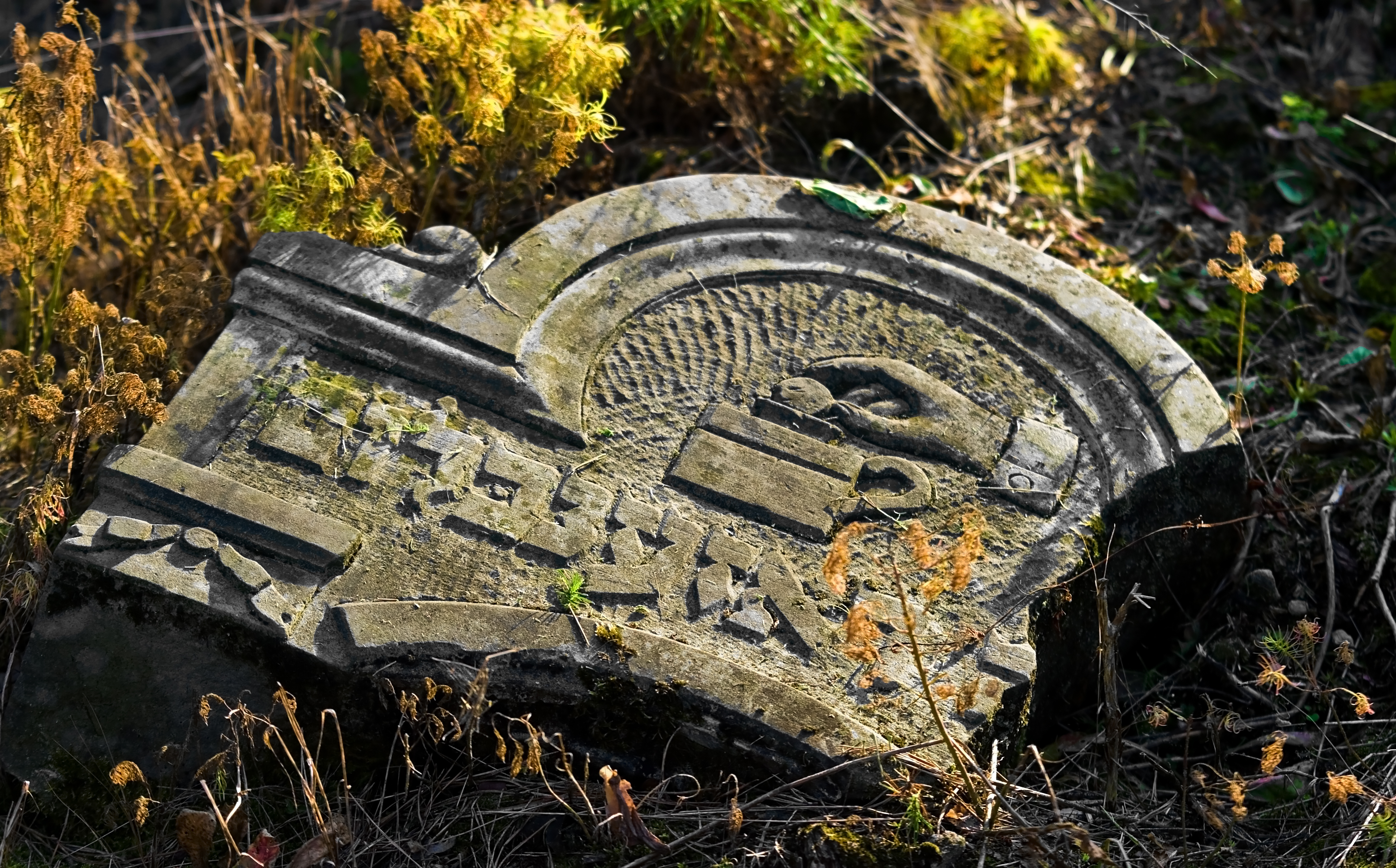
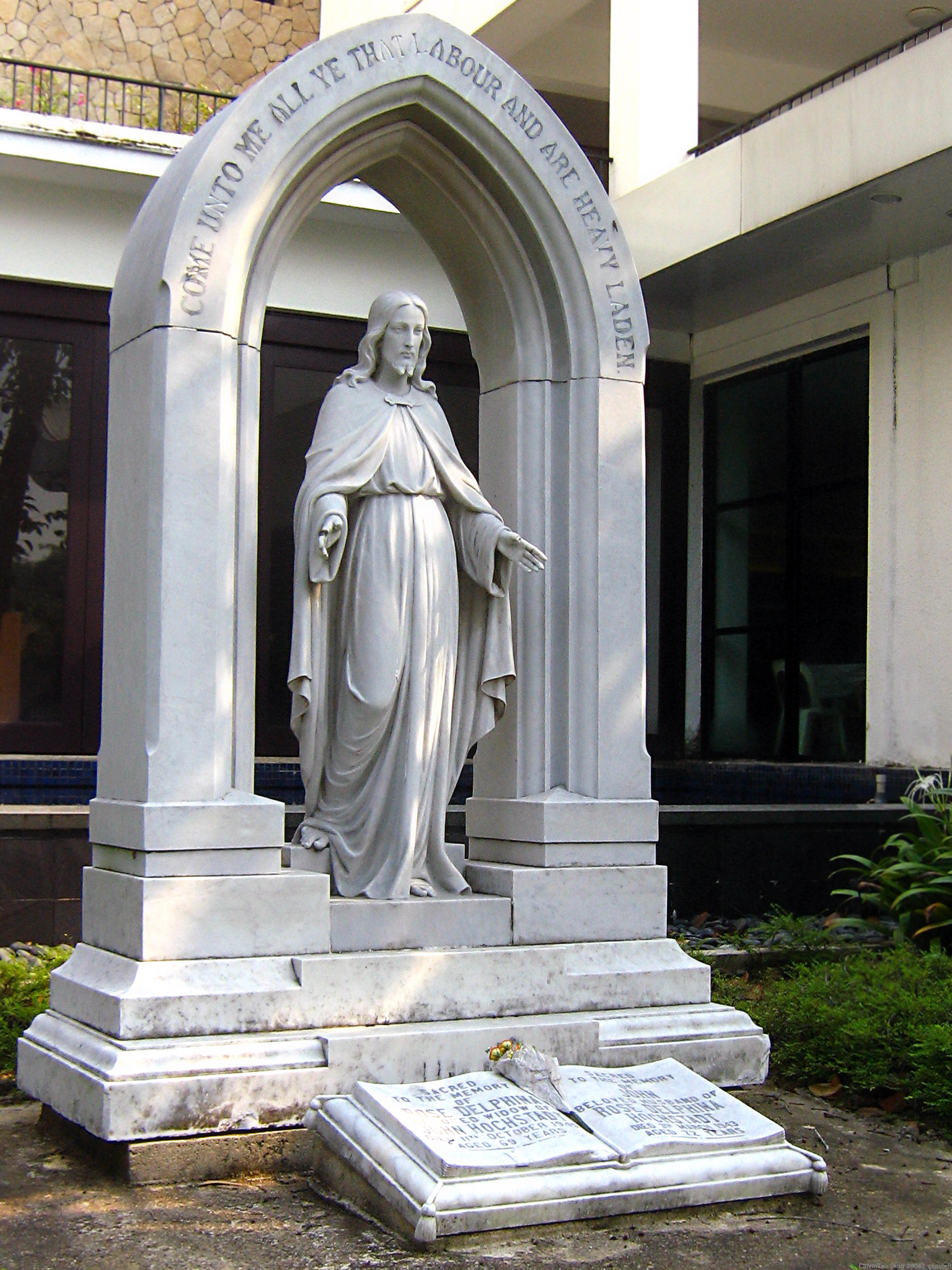
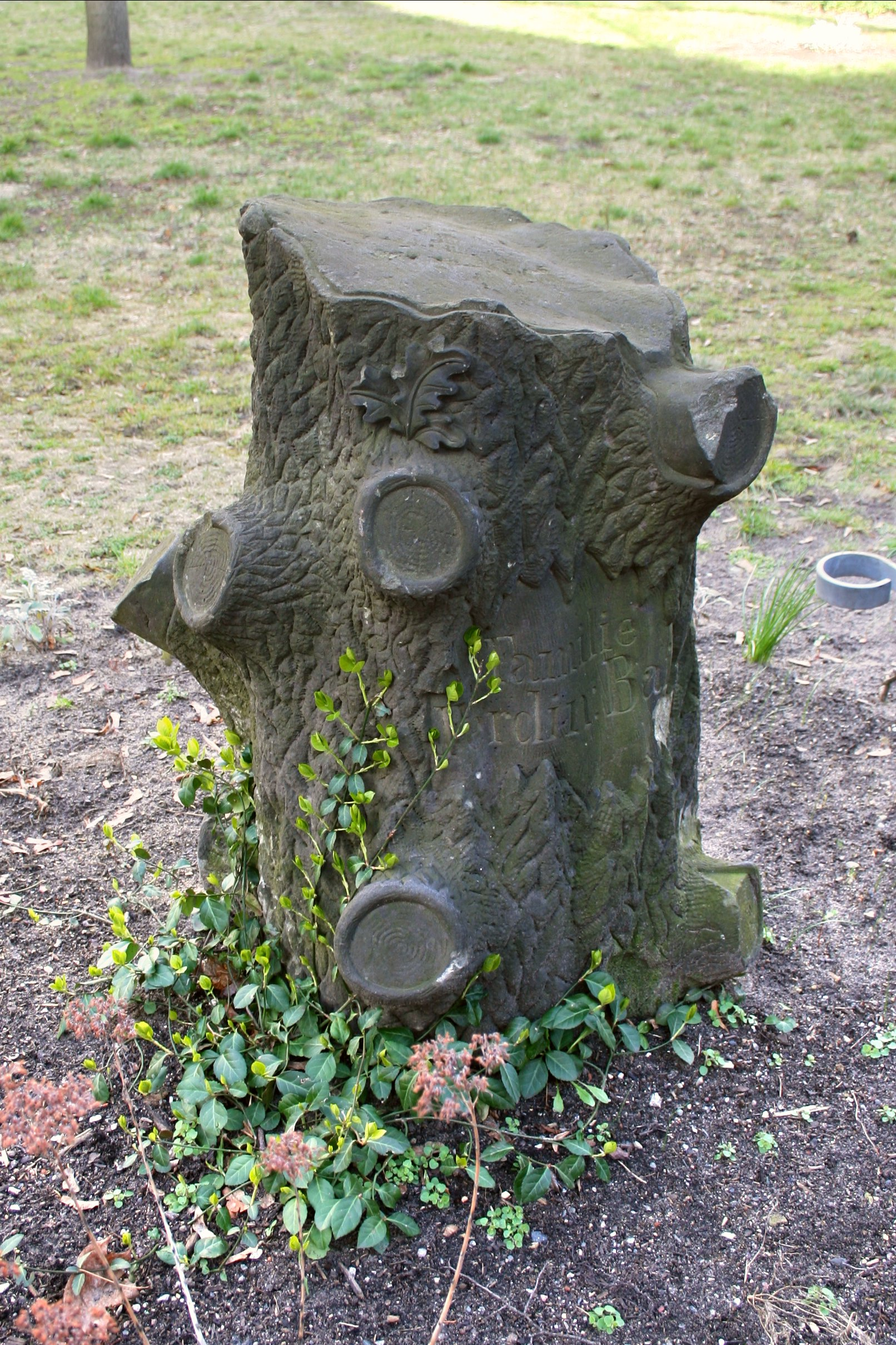
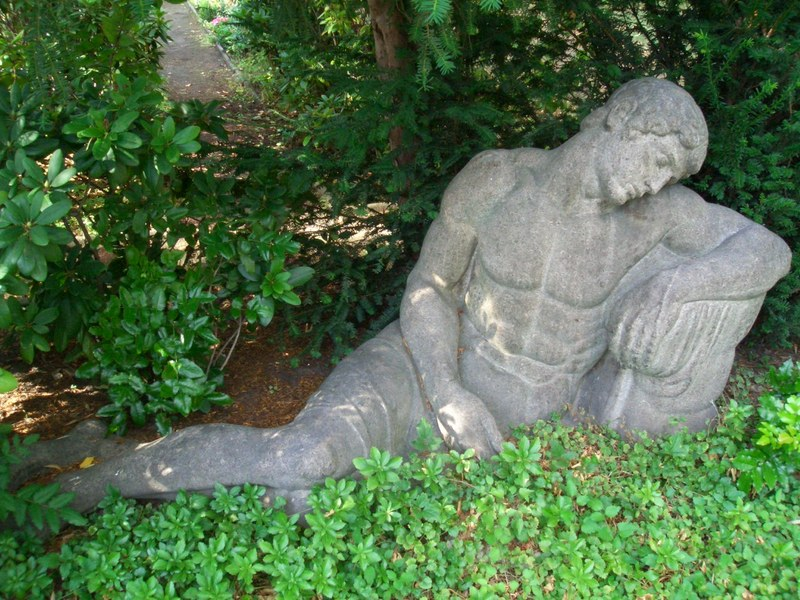
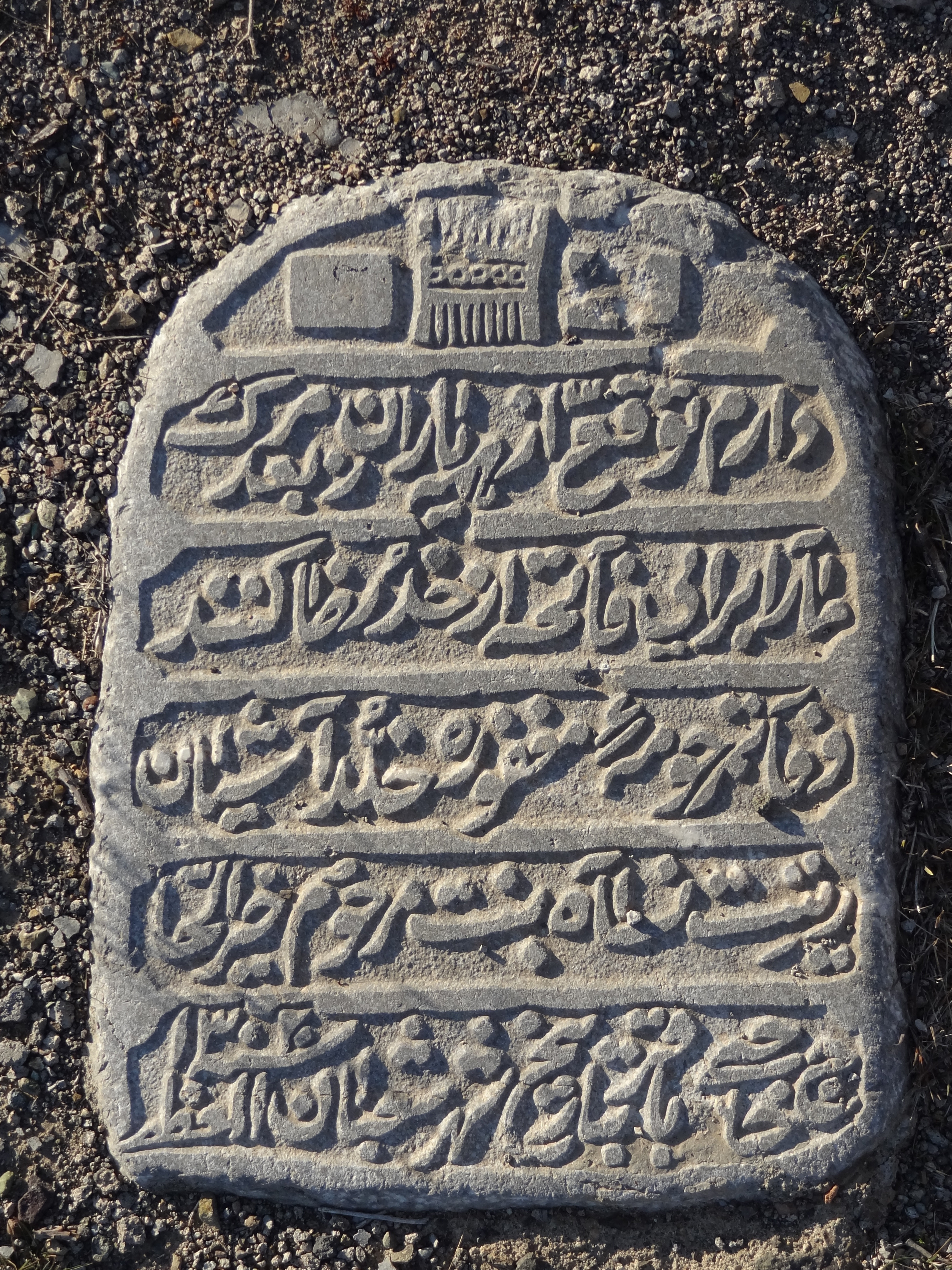
یک سنگ قبر قدیمی در آرامستان های استان قم (برای نشان دادن زن بودن صاحب قبر، یک شانه در بالای سنگ قبر هک شده است)